# Claude Michel (Fußballspieler)
Claude Michel (* 24. April 1971 in Carhaix-Plouguer) ist ein ehemaliger französischer Fußballspieler und heutiger Trainer.

## Vereinskarriere
Claude Michel spielte in seiner gesamten Karriere 385 Ligaspiele für nur einen einzigen Verein, EA Guingamp. Dort spielte er bereits seit seinem 15. Lebensjahr, von 1995 bis 1998 sowie von 2000 bis 2004 in der Division 1 beziehungsweise Ligue 1. Mit seinem Klub gewann er 1996 den UEFA Intertoto Cup und qualifizierte sich somit für die Teilnahme am UEFA-Pokal 1996/97. Dort schied Guingamp jedoch bereits in der ersten Runde gegen den italienischen Spitzenverein Inter Mailand aus. In derselben Saison stand Michel mit seinem Verein auch im Finale des Coupe de France. Dort verlor Guingamp im Elfmeterschießen gegen OGC Nizza. Der Mittelfeldspieler Claude Michel verschoss seinen Strafstoß und Arjan Vermeulen konnte im Gegenzug den entscheidenden letzten Elfer für Nizza verwandeln.

## Erfolge
- UEFA Intertoto Cup: 1996